# Larry Burrows
Larry Burrows (nume la naștere Henry Frank Leslie Burrows,s-a născut la data de  29 mai 1926, în Londra, a murit la 10 februarie 1971 în Laos) a fost un fotojurnalist englez cel mai bine cunoscut pentru imaginile sale în care America s-a implicat în Războiul din Vietnam.

## Viața
Burrows a renunțat la școală la vârsta de 16 ani și s-a angajat la biroul revistei „Life” (n.t. viața) din Londra, unde a început să developeze fotografii. Acesta este locul în care a început să i se spună Larry, pentru a se evita confuzia cu un alt Henry care lucra în același birou. Unele păreri susțin că Burrows este cel care a topit, în camera de uscare, negativele lui Robert Capa  din Ziua-D, însă, conform lui John G. Morris, responsabil pentru acest lucru a fost un alt tehnician.
Burrows a devenit fotograf și a acoperit Războiul din Vietnam din 1962 până în anul 1971, anul morții lui. Opera lui este adesea citată ca fiind cea mai ardentă și consistentă din timpul războiului, mai multe dintre fotografiile lui (de exemplu „Reaching Out”, în care un pușcaș marin își consolează camaradul rănit în urma unui schimb de focuri din cadrul Operațiunii Preria din octombrie 1966) și eseurile lui foto cuprinzând și definind catastrofa lungă și polarizatoare din Vietnam. Una dintre cele mai renumite colecții, publicată în revista LIFE în 16 aprilie 1965, se numește „One Ride with Yankee Papa 13” și prezintă o misiune a unui elicopter din escadronul HMM-163 din 31 martie 1965.
Burrows a încetat din viață împreună cu alți trei fotojurnaliști, Henri Huet, Kent Potter și Keisaburo Shimamoto, când elicoperul lor a fost doborât în Laos. La momentul prăbușirii, fotografii imortalizau imagini din timpul  Operațiunii Lam Son 719, o invazie armată masivă a Laosului de către Forțele Vietnameze Sudice, împotriva Armatei Vietnameze a Poporului și a Pathet Lao. 
În 2002, cartea postumă a lui Burrows, „Vietnam”, a fost premiată cu Premiul Nadar.
În 3, 4 aprilie 2008, trupurile (rămășițele mai degrabă, corpurile intacte nu au fost găsite) lui Burrows și a celorlalți trei fotografi, Huet, Potter și Shimamoto, au fost onorate și înmormântate la Newseum în Washington D.C. 

## A se vedea, de asemenea,
- Lista de jurnaliști, uciși și dispăruți în Războiul din Vietnam

## Link-uri externe
- Revista Life Tribut pentru Larry Burrows Arhivat în 13 martie 2007, la Wayback Machine.
- Popular Revista de Fotografie, Larry Burrows - Un fotograf propria poveste Arhivat în 5 martie 2016, la Wayback Machine.
- Bardot, TS Eliot, JFK: lentile de Larry Burrows – în imagini
- Fotografii